# نیتریل

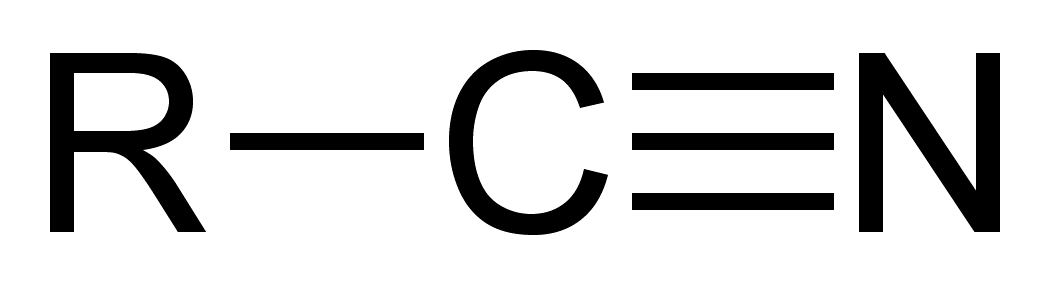
ساختار یک گروه نیتریل

نیتریل ترکیبی شیمیایی است که دارای گروه عاملی -C≡N هستند. در این ترکیب کربن با نیتروژن پیوند سه‌گانه دارد و این عامل از سوی کربن به اتم‌های دیگر وصل می‌شود. در شیمی از پیشوند سیانو برای این ترکیب‌ها استفاده می‌شود و به یون منفی CN− سیانید گویند.

## نگارخانه

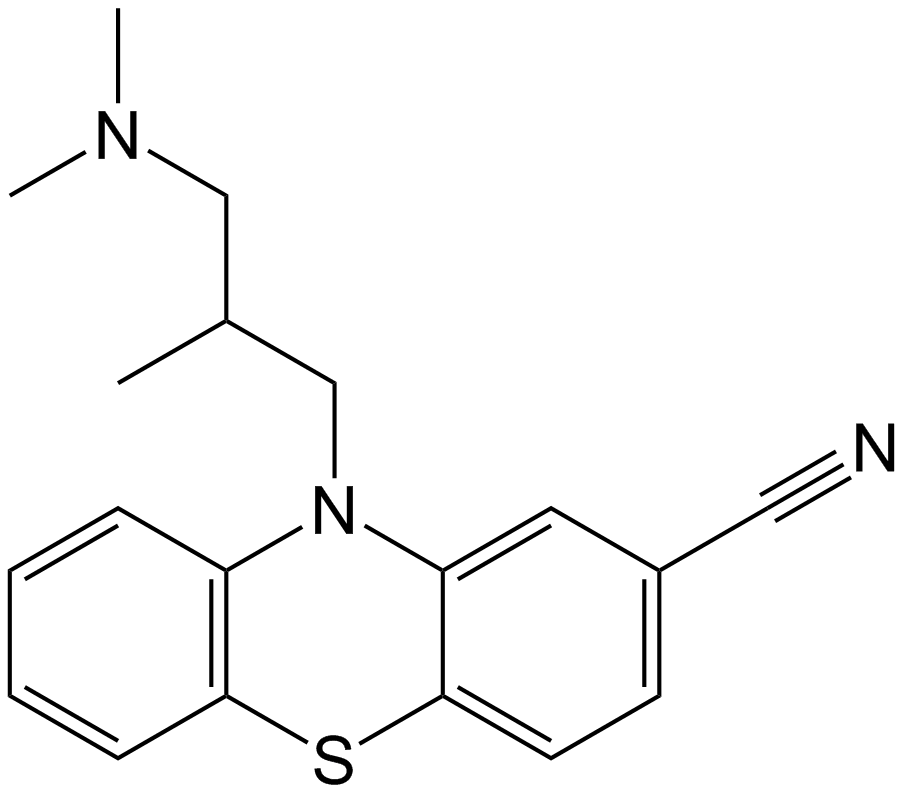
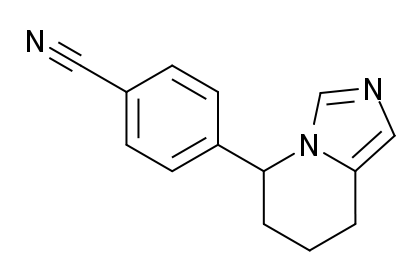

## مطالعهٔ بیشتر
- موریسن، و بوید (۱۳۷۵)، شیمی آلی، ترجمهٔ سید احمد شکرایی و عیسی یاوری، تهران: مرکز نشر دانشگاهی، شابک ۹۶۴-۰۱-۰۷۷۸-۶